# Xã Kenesaw, Quận Adams, Nebraska
Xã Kenesaw (tiếng Anh: Kenesaw Township) là một xã thuộc quận Adams, tiểu bang Nebraska, Hoa Kỳ. Năm 2010, dân số của xã này là 1.003 người.